# Шестаков Віктор Петрович
Ві́ктор Петро́вич Шестако́в (нар. 28 жовтня 1948, село Глотовка Інзенського району, тепер Ульяновської області, Російська Федерація) — український діяч, полковник авіації, старший майстер ТЕЦ орендного підприємства «Металургійний комбінат «Азовсталь» Донецької області. Народний депутат України 2-го скликання.

## Біографія
Народився в родині робітників.
У 1965—1966 роках — учень Ульяновського професійно-технічного училища № 6.
У 1966—1967 роках — формувальник Ульяновського заводу важких і унікальних верстатів РРФСР.
У 1967—1969 роках — служба на Тихоокеанському флоті Військово-Морського флоту СРСР.
У 1969—1973 роках — курсант факультету експлуатації літальних апаратів Армавірського вищого військового училища льотчиків авіації ППО СРСР, інженер-механік. Член КПРС.
У 1973—1981 роках — на офіцерських посадах у винищувальній авіації Прибалтійського військового округу.
У 1981—1986 роках — льотчик-інструктор Харківського вищого військового училища льотчиків.
У 1986—1988 роках — помічник командира екіпажу літака АН-12 міста Жданов (Маріуполь) Донецької області. З 1988 року — в запасі.
У 1989—1991 роках — майстер з кранового устаткування Ждановського (Маріупольського) заводу металоконструкцій Донецької області.
У жовтні 1991—1994 роках — старший майстер ТЕЦ орендного підприємства «Металургійний комбінат «Азовсталь» Донецької області. Член КПУ.
Народний депутат України 2-го демократичного скликання з .04.1994 (2-й тур) по .04.1998, Маріупольський-Орджонікідзевський виборчий округ № 137, Донецька область. Член Комітету з питань оборони і державної безпеки. Член депутатської фракції комуністів.
З липня 1997 по 2003 рік — голова Партії слов'янської єдності України.

## Звання
- полковник
- військовий льотчик-винищувач 1-го класу

## Нагороди та відзнаки
- шість медалей